# Idioma cia-cia
La lengua cia-cia, también conocida como Buton Occidental o Buton meridional, es una lengua austronesia que se habla principalmente en inmediaciones de la ciudad de Bau-Bau, en el sur de la isla de Buton, cerca de la costa de Célebes, en Indonesia. Hacia el año 2005 había unos 80 000 hablantes (SIL). 
La mayoría de los hablantes son musulmanes y también se comunican en la lengua wolio, que es muy próxima o en malayo indonesio. 
En el pasado, la lengua cia-cia se escribió mediante un alfabeto similar al del jawi, llamado gundul, que está basado en el alfabeto árabe, pero al que añade cinco consonantes adicionales y en el que no se utiliza ningún signo para las vocales. En el 2009 esta lengua saltó a los medios de comunicación debido a la decisión tomada por la ciudad de Bau-Bau, de adoptar el hangul coreano como sistema de escritura moderno para el cia-cia.
El nombre del idioma proviene de la negación cia 'no'.

## Estructura
Los numerales 1–10 son: 
| Español | uno | dos | tres | cuatro | cinco | seis | siete | ocho | nueve | diez   |
| ------- | --- | --- | ---- | ------ | ----- | ---- | ----- | ---- | ----- | ------ |
| Cia-Cia | ise | rua | tolu | pa'a   | lima  | no'o | picu  | walu | siua  | ompulu |